# Харьковский завод тракторных двигателей
Харьковский завод тракторных двигателей (ХЗТД) — машиностроительный завод по выпуску и ремонту дизельных двигателей и энергоустановок.

## История
Спроектирован и построен завод был на годовой выпуск 125 тыс. двигателей. За период работы завода максимальный годовой выпуск составлял 86 тыс. двигателей.
После провозглашения независимости Украины, министерство машиностроения и военно-промышленного комплекса Украины приняло решение о преобразовании государственного предприятия ХЗТД в ОАО «Харьковский завод тракторных двигателей» (при этом, 72,18% акций завода осталось в собственности государства, 26% акций было передано в управление государственной лизинговой компании «Украгромашинвест», физическим лицам принадлежало 1,82% акций).
В 1994 году на заводе ХЗТД было начато производство дизельного двигателя СМД-900.
В последние годы фактический уровень производства ХЗТД снизился до 12-16% утверждённой мощности, что стало результатом снижения потребительского спроса из-за общего спада экономического развития на Украине, высокой себестоимости продукции, обусловленной ростом цен на энергоносители, технологическое сырье и материалы, а также высокой насыщенностью украинского рынка дизельными двигателями иностранного производства. 
В 2001 году завод начал производство двигателя СМД-63.
В 2001 году завод выпустил только 450 двигателей. В дальнейшем, высокие производственные издержки, переход на бартерные расчёты с контрагентами, снижение объёма производства, огромные издержки, связанные с содержанием объектов социальной сферы (детские сады, больница, поликлиника, жилые дома и общежития завода) привели к банкротству предприятия. В начале мая 2002 года ХЗТД был официально признан банкротом (к этому времени на предприятии продолжали работу около 1,5 тыс. человек).
Выходом из сложившегося критического положения стала судебная санация, решение о проведении которой было принято кредиторами завода.
В 2004 году в неиспользуемых производственных помещениях ХЗТД было размещено специальное конструкторское технологическое бюро «Гидромодуль».
19 апреля 2005 года в соответствии с решением хозяйственного суда Харьковской области для ХЗТД была создана ликвидационная комиссия.
17 мая 2005 года хозяйственным судом Харьковской области было утверждено решение о ликвидации ОАО «ХЗТД».
В начале апреля 2007 года было принято решение о распродаже завода.
18 июля 2007 года Фонд государственного имущества Украины принял решение о продаже государственного пакета акций ХЗТД.
Осенью 2007 года более 50% акций ОАО «ХЗТД» приобрел ЗАО «Бизнес-Центр «Лидер Класс» — компания, основным видом деятельности которой являлась сдача в аренду собственной и государственной недвижимости непроизводственного назначения.
В декабре 2007 года на территории завода была открыта первая на Украине буддийская пагода.
К 2008 году завод прекратил существование, однако здания и инфраструктура завода продолжали использоваться (так, электроподстанция ХЗТД перешла в собственность ООО «Энергоресурс»).
На территории завода был построен торгово-развлекательный центр.

## Деятельность
Завод специализировался на выпуске дизельных двигателей с турбонаддувом СМД-60 для тракторов Т-150 и комбайнов КС-6Б. На базе двигателей СМД-60 разработаны и выпускались двигатели СМД-62 (165-240 л. с.), которые использовали в качестве силовых установок на тракторах и самоходных кормо- и свёклоуборочных комбайнах и других машинах. Также завод осваивал производство дизельных двигателей мощностью 18-36 л. с., дизель-электрогенераторов мощностью 8 и 60 кВт. Кроме того, ОАО «ХЗТД» выпускал запчасти к указанным двигателям, а также осуществлял капитальный и профилактический ремонт двигателей.
Среди потребителей выпускаемой заводом продукции были Харьковский тракторный завод, Тернопольский и Херсонский комбайновые заводы, Ивано-Франковский завод «Агромаш», Харьковский завод самоходных шасси, завод «Ритм». Значительное количество двигателей и запчастей к ним поставляли предприятиям агропромышленного комплекса для восстановления уже эксплуатируемой сельскохозяйственной техники.

## Технологическая характеристика
Завод являлся механосборочным предприятием, технологический процесс которого предполагает такие виды производств, как механосборка, сборка, холодная штамповка, термическое производство, гальванопокрытия, сварочное и окрасочное производства.
В составе технологического оборудования преобладают автоматические линии, металлорежущие, кузнечно-прессовое, деревообрабатывающее, подъёмно-транспортное, термическое и иное оборудование, специализированные и агрегатные станки, автоматы и полуавтоматы.
Все основные и вспомогательные производства компактно размещены на одной производственной территории площадью 34,96 га, развёрнутая площадь промышленных зданий составляет 280 718 м², все производства имеют единую инженерную инфраструктуру и железнодорожные подъездные пути.

### Производственная структура

#### Основное
- Цех корпусных деталей (ЦКД), в котором производятся 64 наименования деталей, в том числе блок, головка, картер маховика, корпус, кожух, коллектор, шкив, фланец и другие.
- Механический цех №3 (М-3), в котором изготовляется 28 наименований деталей к двигателям, в том числе коленвал, крышка, распредвал, щит, кожух и другие.
- Механический цех №4 (М-4), в котором изготовляется 20 наименований деталей, в том числе маховик, диск, колпаки, угольники и другие.
- Прессово-термический цех (ПТЦ). В составе этого цеха прессовое, сварочное, термогальваническое производство, а также производство товаров народного потребления. В этом цехе производится 667 наименований изделий, которые используются для производства узлов деталей. Кроме того, в этом цехе производится 450 наименований деталей для опытного производства и 450 наименований для производства товаров народного потребления.
- Сборочно-сдаточный цех (ССЦ), в котором производится сборка, испытание, контрольный осмотр, окраска и доукомплектование деталей.

#### Вспомогательное
- Отдел организации производства новой техники, в котором осуществляется сборка, испытание, доводка, внедрение новых опытных образцов новой техники, а также организовывается производство мелких серий новых видов техники;
- Инструментальное производство, которое обеспечивает цеха специальным инструментом и технической оснасткой (режущим, мерительным, вспомогательным инструментом, штампами, пресс-формами и приспособлениями).
- Производство средств механизации и автоматизации (ПСМА) производит разработку технической документации на нестандартное оборудование, средства механизации, оргтехнику, оргоснастку, их изготовление и внедрение в производство.
- Отдел эксплуатации и ремонта оборудования (ОэиРО) производит разработку конструкторской документации для ремонта и модернизации оборудования, проводит проверку оборудования на технологическую точность, изготавливает запчасти для ремонта оборудования, производит ремонт оборудования.
- Энергослужба завода, цех благоустройства и переработки отходов, отдел реконструкции и технадзора за зданиями и сооружениями.